# Памятник Фиделю Кастро (Москва)
Памятник Фиделю Кастро установлен в 2022 году в Москве, в районе Сокол на площади Фиделя Кастро (на пересечении Новопесчаной и 2-й Песчаной улиц). Авторы памятника — скульптор Алексей Чебаненко и архитектор Андрей Белый.

## История
15 февраля 2017 года постановлением Правительства Москвы безымянной площади в московском районе Сокол было присвоено имя Фиделя Кастро. 11 февраля 2022 год Мосгордума приняла решение об установке на площади памятника Фиделю Кастро. Часть жителей района Сокол не одобрила эту инициативу.
По результатам закрытого конкурса из 11 проектов была выбрана работа скульптора Алексея Чебаненко и архитектора Андрея Белого. Российское военно-историческое общество выделило 20 миллионов рублей на реализацию проекта. В процессе изготовления памятника было израсходовано 1,5 тонны пулковской глины, затем он был отлит в бронзе. Авторы планировали установить памятник строго по центру площади, но из-за подземных коммуникаций его пришлось сместить ближе к одному краю дороги.
Изначально открытие было запланировано ко дню рождения Кастро (13 августа), но затем было перенесено. 19 ноября памятник был водружён на постамент. Торжественное открытие памятника состоялось 22 ноября 2022 года. В церемонии приняли участие президент Кубы Мигель Диас-Канель и президент России Владимир Путин.

## Описание
Бронзовый памятник имеет высоту 3 метра и покрыт искусственной патиной. Скульптура установлена на гранитном постаменте спиной к фонтану сквера Дивизий Московского Народного Ополчения. Фигура Кастро в военной форме и берете стоит на скале, на которую нанесены очертания Кубы с надписью «CUBA». В правой руке он держит сигару.
Скульптор Алексей Чебаненко так описывал свою работу:
Это человек-глыба, стоящий на кубе. Не на острове, это форма постамента такая. Я поставил его не в сомнительном движении, а жестко на широко расставленных ногах, как бы ощущающим порывы ветра перемен, всех невзгод и сложностей, проходящих сквозь него.